# رامادا (کالیفرنیا)
رامادا (به انگلیسی: Ramada) یک منطقهٔ مسکونی در ایالات متحده آمریکا است که در شهرستان بیوت، کالیفرنیا واقع شده‌است. رامادا ۴۲ متر بالاتر از سطح دریا واقع شده‌است.